# Carl Hagemann (Politiker)
Christian Ludwig Carl Hagemann (* 8. Januar 1821 in Netze; † 21. August 1878 in Arolsen) war ein deutscher Jurist und Politiker.

## Leben
Hagemann war der Sohn des Gutspächters und Amtmanns Carl Hagemann und dessen Ehefrau Sophie Elisabeth, geborene Schultze. Er heiratete am 29. September 1850 in Sachsenhausen in erster Ehe Emma Mogk. Am 18. Oktober 1859 heiratete er in Korbach in zweiter Ehe Clara Giesecken. Carl Döhne war ein Schwager.
Hagemann studierte Rechtswissenschaften und wurde 1844 Advokat in Sachsenhausen und 1850 in Wildungen. 1854 wurde er Kreissekretär in Korbach und 1866 Staatsanwalt in Arolsen. Vom 27. Oktober 1862 bis zum 24. Juni 1865  war er für den Wahlkreis Kreis des Eisenbergs Abgeordneter im Landtag des Fürstentums Waldeck-Pyrmont. 1869 bis 1878 war er erneut (nur für den Kreis der Eder) Abgeordneter. 1876–1878 stand er dem Landtag als Präsident vor.